# Przyłączony
Przyłączony (hiszp. agregado) – członek Opus Dei żyjący w celibacie, w tym także ksiądz. Nie składa on żadnych ślubów, ale zawiera z prałaturą umowę. 
Przyłączeni mieszkają wraz ze swoją rodziną lub tam gdzie wymagają tego okoliczności zawodowe.
Fragment książki Johna Allena „Opus Dei”:
Przyłączeni, tak samo jak numerariusze, są osobami żyjącymi w celibacie, ale ze względu na obowiązki rodzinne i inne osobiste okoliczności mieszkają z rodzinami, lub tam, gdzie wymaga tego ich praca czy inne uwarunkowania. Numerariusza od przyłączonego odróżnia rodzaj miejsca zamieszkania, natomiast wymagania i powinności są takie same. Na przykład dwudziestoośmioletni Moses Muthaka przyłączony Opus Dei w Nairobi jest zastępcą dyrektora Instytutu Nieformalnej Przedsiębiorczości, ośrodka prowadzonego przez Opus Dei, który przekazuje podstawową wiedzę o biznesie ubogim Kenijczykom działającym w ogromnym sektorze “nieformalnej gospodarki” i zajmującym się sprzedażą słodyczy, używanej odzieży, najprostszych sprzętów domowych itp. Muthaka ma czterech braci i pięć sióstr, ale tylko on jeden z całego rodzeństwa jest “ustawiony” i dysponuje stałymi środkami utrzymania. Ojciec Muthaki zmarł w 1996 r., a jego matka żyje “w głębi kraju” tzn. w rodzinnej wiosce. Młodsi bracia i siostry są całkowicie zdani na Muthakę, który troszczy się o ich wyżywienie, mieszkanie i zapewnia im edukację. Innym przykładem jest Ron Hathaway, amerykański lekarz specjalizujący się w chirurgii czaszki i rekonstrukcji twarzy u dzieci. Kariera zawodowa rzuciła go do Indianapolis w stanie Indiana, gdzie nie ma ośrodka Opus Dei. Początkowo był supernumerariuszem, ale uznał, że w jego przypadku odpowiedniejszy byłby status przyłączonego, po części dlatego, że chciałby być “całkowicie dyspozycyjny” w stosunku do swych pięciuset z górą pacjentów. Pozwala mu to także przeciwstawiać się zwierzchnikom i urzędnikom towarzystwa ubezpieczeniowego, którym niezbyt zależy na pacjentach. Skoro nie ma rodziny, o którą musiałby się martwić, może pozwolić sobie na ryzyko w sprawach zawodowych.